# علاء مبارك
علاء الدين محمد حسني السيد مبارك (26 نوفمبر 1960-) هو الابن الأكبر لمحمد حسني مبارك الرئيس الأسبق لجمهورية مصر العربية.
علاء مبارك هو رجل أعمال. متزوج من هيدي راسخ ولهما ولد «عمر». توفي ابنه الأكبر «محمد» في 18 مايو 2009 عن عمر 13 سنة عقب أزمة صحية.
يعتبر علاء من «شخصيات الظل» حيث لا يسعى لدخول معترك السياسة كما أنه مقل جداً في الظهور في وسائل الإعلام، على العكس من شقيقه الأصغر جمال مبارك الذي شارك بشكل ملحوظ في الحياة السياسية.
أصدر النائب العام المصري قرار بحبسه 15 يوماً على ذمة التحقيقات المتهم فيها هو وشقيقه جمال يوم 12-4-2011 م وذلك بعد تحقيقات معهم بقضايا تتعلق بالفساد واستغلال النفوذ.
تم تقديمه للمحاكمة بتهم فساد واستغلال نفوذ وتقديم والده حسني مبارك وأخيه جمال مبارك ووزير الداخلية السابق حبيب العادلي وستة من رؤساء ومديري الأمن بتهمة الاشتراك في التخطيط لقتل المتظاهرين السلميين في ثورة 25 يناير 2011، وظهر لأول مرة في قفص الاتهام في يوم 3 أغسطس 2011 م. في الثاني من يونيو عام 2012 تمت تبرئته من تهم القتل في حق الشعب ولكنه بقي في السجن للنظر في حكمه هو وأخيه بتهمة التأثير السلبي على البورصة المصرية.